# Linnaea borealis
Linnea borealis L., 1753 è un arbusto sempreverde della famiglia delle Caprifoliacee. È l'unica specie nota del genere Linnea .

## Descrizione
Le foglie sono opposte e ovali e i fiori, che sbocciano a luglio, sono delle piccole campanule pendule di colore rosa pallido.

## Distribuzione e habitat
È una specie a distribuzione circumboreale. È comune in Canada, dove forma ampie distese, e in Lapponia. Popolazioni relitte sono presenti sulle Alpi.
Cresce nei boschi di conifere, su terreni silicei.

## Curiosità
Nel Comune di Cogne, all'interno del Parco nazionale del Gran Paradiso, dove è presente la specie protetta, le è stata dedicata una via del centro.